# 김치 (드래그 퀸)
김치(Kim Chi, 1987년 8월 8일 ~ )는 미국의 드래그 퀸이다. 《루폴의 드래그 레이스》 시즌 8에 출연해 이름을 알렸으며 최종 3위를 했다. 《루폴의 드래그 레이스》 뿐만 아니라 미국 지상파 방송에 출연한 최초의 한국계 미국인 드래그 퀸이다.

## 생애
1987년 8월 8일 미국에서 태어나 대한민국에서 유년을 보냈다. 현재는 미국 시카고에 거주한다. 2012년부터 드래그 퀸 활동을 시작했다.